# Альфа Ібрагім
Альфа Ібрагім II (д/н —бл. 1849) — 8-й альмамі імамату Фута-Джаллон в 1839—1842 роках.

## Життєпис
Походив з клану Альфайя. Син альмамі Абдулая Бадемби. Про молоді роки обмаль відомостей. 1839 року після смерті альмамі Бубакара I обраний новим володарем імамату.
Продовжив політику на підтримку марабутів та суфіїв з ордену Тіджанія. Також почав надавати допомогу вождям-мусульманам племен фульбе в державі Каабу, провокуючи там внутрішній розгардіяш.
Водночас дотримувався мирних відносин із кланом Сорійя. У 1842 році поступився владою (відповідно до відновленої угоди 1799 року) представникові клану Сорійя — Бакарі Сорі.
1849 року невдоволений посиленням влади Умару Сорі та його наміром не залишати посаду після 2 років каденції Альфа Ібрагім повстав. Втім був швидко переможений і загинув.